# Laphystia confusa
Laphystia confusa är en tvåvingeart som beskrevs av Charles Howard Curran 1927. Laphystia confusa ingår i släktet Laphystia och familjen rovflugor. Inga underarter finns listade i Catalogue of Life.